# Carlos Pibernat
Carlos Pibernat ( Paraná), Argentina, 5 de febrero de 1884 – Buenos Aires, Argentina, 11 de julio de 1981 ) cuyo nombre completo era Carlos Pibernat Aruz, fue un pianista, compositor y director de orquesta de larga trayectoria.

## Actividad profesional
Empezó a estudiar música de niño en la escolanía de la Capilla de la Merced en Barcelona adonde había sido llevado por sus padres y luego se perfeccionó en piano con Enrique Granados y bajo la dirección inmediata de Frank Marshall. De regreso en Argentina realizó estudios superiores en el Instituto Musical Fontova con León y Conrado Fontova y contrapunto con Carlos Pedrell. Su vocación por el teatro superó a la de concertista y fue así que se dedicó a la dirección orquestal  en teatros de Buenos Aires, los principales del interior y también de Chile, Paraguay, Uruguay y Brasil, además de dirigir las orquestas sinfónicas de las radios Prieto, Belgrano y Splendid.
Entre las obras que dirigió se recuerda, por ejemplo, a Es zonzo el cristiano macho cuando el amor lo domina , de Elías Alippi y Carlos Schaefer Gallo y Vidalita , ambas representadas por la compañía Alippi-Muiño en 1922 en el Teatro Buenos Aires; Buenos Aires Chic o París Reo , de Ivo Pelay con música original de Manuel Jovés también representadas en 1922 por la compañía Muiño-Alippi.
Como compositor tiene unas cincuenta obras - zarzuelas, comedias musicales, sainetes y revistas- estrenadas, tales como La revista del siglo , puesta en 1923 en el Teatro América con dirección de Eduardo García y La porteña (servicio nocturno) dirigida por Rafael Catalán, en la que Pibernat también realizó la dirección de la orquesta.
Dentro de sus obras de música popular la primera conocida fue el tango Callate zonzo (1906) que en su momento tuvo bastante difusión; su vals boston Añoranza (1907) fue publicado por Breyer y bastante ejecutado al piano por niñas de aquel tiempo su tango Dejá el cabaret (Por última vez) sobre letra de Francisco Bohigas fue grabado por Carlos Gardel en 1925. Otras de sus obras fueron tangos, pasodobles, foxtrots, creados en su mayor parte para obras de teatro.
Su hermano fue el actor de radio, cine y teatro, cantante y director teatral Joaquín Pibernat.
Falleció en Buenos Aires el 11 de julio de 1981.

## Algunas de las obras teatrales en que intervino
Algunas de las obras de teatro en que intervino son:
- Bataclán porteño (Arreglador musical)
- Buenos Aires Chic o París Reo (Director)
- Casa tranquila y de confianza (Director)
- Cien mujeres para un viudo (Música, director artístico)
- Es zonzo el cristiano macho cuando el amor lo domina (Director)
- Express Revista o la moda de París (director general)
- La hija de Otto (Director)
- El hotel de los enamorados (director general)
- Intermezzo en el circo (Arreglador musical)
- Mi mujer no es mi mujer (Música, director musical)
- No me caso aunque me maten (Música, director musical)
- El peligro de la paz (Concertador musical, director musical)
- La porteña (servicio nocturno)  (Concertador musical, música original, director de orquesta)
- Remate del bataclán (Concertador musical, música)
- La revista del siglo (Música original)
- Vidalita (Director)